# Evrytania
Evrytania (græsk: Ευρυτανία, Græsk udtale: [evritaˈni.a] ; Latin : Eurytania) var frem til 2011 et af Grækenlands præfekturer, nu en regional enhed, beliggende i Periferien Centralgrækenland. Dens hovedstad er Karpenisi (ca. 8.000 indbyggere).

## Geografi
Evrytania består næsten udelukkende af bjerge, herunder Tymfristos og Panaitoliko i syd. Dens floder inkluderer Acheloos i vest, Agrafiotis mod øst og Megdova i øst, der løber ned til Det Joniske Hav . Det er et af de tyndest befolkede præfekturer i Grækenland. Området grænser op til Aetolien-Acarnanien mod vest, sydvest og syd (vest over Acheloos-floden), Karditsa mod nord og Phthiotis mod øst. Evrytania har også et berømt skisportssted nær Karpenisi på Tymfristos-bjerget.

## Administration
Den regionale enhed Evrytania er opdelt i 2 kommuner. Disse er (nummer som på kortet i infoboksen): 
- Agrafa (2)
- Karpenisi (1)

### Præfektur
Evrytania blev oprettet som præfektur i 1947 ud af præfekturet Aetolien-Acarnanien. Som en del af Kallikratis regeringens reform i 2011, blev den regionale enhed Evrytania skabt ud af det tidligere præfektur Evrytania (græsk: Νομός Ευρυτανίας), som havde samme territorium som den nuværende regionale enhed. Samtidig blev kommunerne reorganiseret i henhold til nedenstående tabel. 
| Ny kommune | Gamle kommuner | Sæde        |
| ---------- | -------------- | ----------- |
| Agrafa     | Agrafa         | Kerasochori |
| Agrafa     | Aperantia      | Kerasochori |
| Agrafa     | Aspropotamos   | Kerasochori |
| Agrafa     | Viniani        | Kerasochori |
| Agrafa     | Fragkista      | Kerasochori |
| Karpenisi  | Karpenisi      | Karpenisi   |
| Karpenisi  | Domnista       | Karpenisi   |
| Karpenisi  | Fourna         | Karpenisi   |
| Karpenisi  | Ktimenia       | Karpenisi   |
| Karpenisi  | Potamia        | Karpenisi   |
| Karpenisi  | Prousos        | Karpenisi   |

- Agrafa
- Agrafiotis- floden
- Kremasta (sø)
- Karpenisi